# Daphne Sheldrick
Daphne Sheldrick (ur. 4 czerwca 1934 w Kenii, zm. 12 kwietnia 2018) – kenijsko-brytyjska pisarka i działaczka na rzecz praw zwierząt.

## Biografia
Urodziła się 4 czerwca 1934 w Kenii. Poślubiła Davida Sheldricka, założyciela Parku Narodowego Tsavo East. Po śmierci męża w 1977 r., dla uczczenia jego pamięci założyła fundację David Sheldrick Wildlife Trust, zajmującą się ratowaniem osieroconych młodych słoni i nosorożców. Opracowała specjalną formułę mleka dla młodych słoni. Wydała kilka książek i występowała w wielu programach telewizyjnych i filmach, w tym w dokumentalnym "Born to be Wild" z 2011 roku.
W 2006 roku została uhonorowana Orderem Imperium Brytyjskiego od Elżbiety II za swoje zasługi dla ratowania zagrożonych gatunków słoni.
W 2009 roku wystąpiła w programie "Kobieta na krańcu świata" prowadzonym przez Martynę Wojciechowską.
Zmarła 12 kwietnia 2018 na raka.